# Hajmaš
Hajmaš (mađ. Nagyhajmás, nje. Heimasch) je selo u središnjoj južnoj Mađarskoj.
Zauzima površinu od 18,01 km četvornih.

## Zemljopisni položaj
Nalazi se na 46° 22' sjeverne zemljopisne širine i 18° 18' istočne zemljopisne dužine, sjeverno od Mečeka, dva kilometra od županijske granice s Tolnanskom županijom. Dumvar je 9 km zapadno, Dobrokesa je 2,5 km sjeverno-sjeverozapadno, Kurda je 6 km sjeverno-sjeveroistočno, Mekinjiš je 3 km sjeveroistočno, Lengyel je 5 km istočno, Sras je 6 km jugoistočno, Egyházaskozár je 3,5 km južno jugoistočno, Bikala je 3 km južno, Magoč je 3,5 km jugozapadno. Neposredno sjeverno od Hajmaša i 1,5 km južno se nalaze jezerca.

## Upravna organizacija
Upravno pripada Šaškoj mikroregiji u Baranjskoj županiji. Poštanski broj je 7343.

## Povijest
Prema prvim dostupnim podatcima, Hajmaš je bio posjedom obitelji Szente-Magócs. Naselje pod imenom Hagmas se bilježe povijesni dokumenti za vrijeme vlasti kralja Karla I. Roberta.
Ovo selo, odnosno njegovi vlasnici su pripadali Tolnanskoj županiji u srednjem vijeku, a dijelom samostanu . Mjesno mađarsko stanovništvo se u potpunosti promijenilo nakon što je ovo područje došlo pod vlast Turaka.
Krajem 17. stoljeća Hajmaš bilježi Race kao stanovnike. Tako se u popisu od 1695. godine naziva Ráchajmás. Kao gospodar se spominje N. Karanchich, kome je iznajmitelj bio Turčin Koczi Zada Achmed. Mađari se ponovno pojavljuju 1720. godine u ovom selu. U to vrijeme upranvo pripada Baranji, a vlasnički pečuškim pavlinima.
U iseljeničkom valu iz 1715. godine je dio Hrvata iz ogulinskog i otočačkog kraja je odselio u ove krajeve, a konačno su se 1720-ih doselili u sela Bikalu, Magoč i Hajmaš. Vremenom su svi ti Hrvati pomađareni, ali su sve vrijeme zadržali čakavske osobine svog govora, uz neke usput poprimljene štokavske i kajkavske elemente u govoru.
Nijemci se u Hajmašu pojavljuju 1730. godine. 1862. godine je od 1039 stanovnika, 363 su bili Nijemci, 160 Raci i 80 Mađara.
1933. godine je u Hajmašu živjelo 1300 stanovnika. U selu se se onda nalazili su restoran, trgovina i nekoliko obrtnika.
Zbog Drugoga svjetskoga rata se smanjio broj stanovnika zbog preseljenja stanovnika, ponajviše Nijemaca.

## Stanovništvo
Hajmaš ima 423 stanovnika (2001.). Mađari su većina. Nijemaca je oko 6%. Manjinsku samoupravu imaju Romi, kojih je također oko 6%. Tri četvrtine seljana su rimokatolici. Luterana je 8%, a kalvinista 6%. Hajmaš je nekad imao značajni broj Hrvata.
Mjesni Hrvati govore čakavskim narječjem hrvatskog jezika. Njihov govor je najistočniji čakavski govor.

## Vanjske poveznice
- (mađ.) Nagyhajmás Önkormányzatának honlapja
- (engl.) Hajmaš na fallingrain.com